# LFP Manager 06
 (mai 2025).
LFP Manager 2006 (Total Club Manager 2006) est un jeu vidéo sur PC développé par EA Sports et sorti le 13 octobre 2005 dans lequel le joueur incarne un entraîneur d’une équipe de football.

## Système de jeu
LFP Manager 06 instaure aussi un outil d'analyse dynamique de matches, adapté du système utilisé par les plus grands clubs, avec une vue tactique en 2D, il permet de gérer de manière dynamique chaque moment du match grâce à des statistiques en temps réel de passes, de tirs, de courses, de dribbles et d'efforts des équipes.
De même, on découvrira un site web virtuel dans Total Club Manager 06, mis à jour plusieurs fois par semaine, qui vous présentera les nouvelles du monde du football, les liens entre les joueurs, les managers et les clubs, les rumeurs du moment, les différentes statistiques et classements ainsi que les joueurs et manager de la semaine.

## Accueil
- Jeuxvideo.com : 15/20 (PC)